# Bolotana
Bolotana (en sard, Bolòtana) és un municipi italià, dins de la província de Nuoro. L'any 2007 tenia 3.276 habitants. Es troba a la regió de Marghine. Limita amb els municipis de Bonorva (SS), Bortigali, Illorai (SS), Lei, Macomer, Noragugume, Orani, Ottana i Silanus.

## Administració
| Període | Identitat         | Partit        |
| ------- | ----------------- | ------------- |
| 2005-   | Francesco Manconi | Llista cívica |